# Aixoka
Aixoka (304–232 aC) (sànscrit: अशोकः, transcripció IAST: aśokaḥ), conegut també com a Aixoka Maurya i com a Aixoka el Gran, fou el tercer sobirà de l'Imperi maurya de l'Índia (del ca. 272 aC al 232 aC) i una figura important de la història del budisme. Considerat un dels grans emperadors de l'Índia, Aixoka va regnar en el que avui en dia és Índia després d'una sèrie de conquestes militars. El seu imperi s'estenia des de les muntanyes Hindu Kush de l'Afganistan fins a l'actual Bangladesh i l'estat indi d'Assam a l'est, i limitava al sud amb el nord de Kerala i Andhra Pradesh. Les capitals van ser Tàxila, Ujjain i Pataliputra. Al voltant de l'any 260 aC, Aixoka va lliurar una guerra ferotge contra el Regne de Kalinga (actualment Orissa). Va conquerir Kalinga, cosa que cap dels seus antecessors (començant des de Chandragupta Maurya) havia aconseguit. La seu del seu regne estava a Magadha (actualment Bihar). Va adoptar el budisme després d'haver estat testimoni de les morts de la Guerra de Kalinga, que ell mateix havia començat pel desig de conquesta. "Aixoka va reflexionar sobre la Guerra de Kalinga, en què van resultar mortes 100.000 persones i se'n van exiliar 150.000." Aixoka es va convertir gradualment al budisme a partir l'any 263 aC, a tot tardar. Més endavant, es va dedicar a propagar el budisme per Àsia, i va erigir monuments que commemoraven diferents llocs significatius de la vida de Gautama Buddha. "Aixoka considerava el budisme com una doctrina que podia servir com un fonament cultural per a la unitat política." Aixoka és actualment recordat com un administrador filantròpic. En els edictes de Kalinga, s'adreça a la seva gent com als seus fills, i menciona que com a pare desitja el seu bé.
Aixoka és citat com a Samraat Chakravartin Aixoka – l'"emperador d'emperadors Aixoka". El seu nom "aśoka" vol dir 'indolor, sense pena' en sànscrit (la a de negació i śoka 'mal, dolor'). En els seus edictes, se l'anomena Devānāmpriya (Pali Devānaṃpiya o 'L'estimat dels Déus'), i Priyadarśin (Pali Piyadasī o 'El que considera a tots amb afecte'). L'Aixokavadana recull la seva afecció per la connexió del seu nom amb l'arbre Saraca asoca, o l'"arbre Asoka".
Sembla que la seva liberalitat contribuí al descontentament i a la dissolució política que presidiren la darrera part del regnat i que acabà amb el desapoderament del vell Aixoka a mans dels seus successors. Després del seu regnat, l'imperi es va disgregar i la unitat índia es va perdre fins a la instauració del domini britànic, la qual cosa dona a Aixoka un lloc especial en la història índia.
H. G. Wells va escriure sobre Aixoka en A Short History of the World :
| « | En la història del món hi ha hagut milers de reis i emperadors que es deien ells mateixos "Ses alteses," "Ses majestats," "Ses majestats excelses," etcètera. Van brillar per un breu moment, i van desaparèixer ràpidament. Però Aixoka resplendeix i resplendeix lluminós com una estrella brillant fins avui en dia. | » |

Juntament amb els edictes d'Aixoka, la seva llegenda es relaciona en el segle ii amb Aixokavadana (Narrativa d'Aixoka, a part de Divyavadana), i en el text de Sri Lanka Mahavamsa (Gran Crònica).
Aixoka va tenir un paper crític en ajudar a fer del budisme una religió de difusió mundial. L'emblema de la moderna República de l'Índia és una adaptació del capitell dels Lleons d'Aixoka.
|          |          |          |          |          |          |             |             | Chandragupta |             |             |             |           |           |        |        |        |        |        |        |              |              |              |              |              |              |        |        |        |        |           |           |           |           |           |           |
|          |          |          |          |          |          |             |             |              |             |             |             |           |           |        |        |        |        |        |        |              |              |              |              |              |              |        |        |        |        |           |           |           |           |           |           |
|          |          |          |          |          |          |             |             | Bindusara    | Bindusara   | Bindusara   | Bindusara   | Bindusara | Bindusara |        |        |        |        |        |        | Shubhadrangi | Shubhadrangi | Shubhadrangi | Shubhadrangi | Shubhadrangi | Shubhadrangi |        |        |        |        |           |           |           |           |           |           |
|          |          |          |          |          |          |             |             | Bindusara    | Bindusara   | Bindusara   | Bindusara   | Bindusara | Bindusara |        |        |        |        |        |        | Shubhadrangi | Shubhadrangi | Shubhadrangi | Shubhadrangi | Shubhadrangi | Shubhadrangi |        |        |        |        |           |           |           |           |           |           |
|          |          |          |          |          |          |             |             |              |             |             |             |           |           |        |        |        |        |        |        |              |              |              |              |              |              |        |        |        |        |           |           |           |           |           |           |
|          |          |          |          |          |          |             |             |              |             |             |             |           |           | Aixoka |        |        |        |        |        |              |              |              |              |              |              |        |        |        |        |           |           |           |           |           |           |
|          |          |          |          |          |          |             |             |              |             |             |             |           |           |        |        |        |        |        |        |              |              |              |              |              |              |        |        |        |        |           |           |           |           |           |           |
|          |          |          |          |          |          |             |             |              |             |             |             |           |           |        |        |        |        |        |        |              |              |              |              |              |              |        |        |        |        |           |           |           |           |           |           |
| Mahendra | Mahendra | Mahendra | Mahendra | Mahendra | Mahendra | Sanghamitra | Sanghamitra | Sanghamitra  | Sanghamitra | Sanghamitra | Sanghamitra | Tivala    | Tivala    | Tivala | Tivala | Tivala | Tivala | Kunala | Kunala | Kunala       | Kunala       | Kunala       | Kunala       | Jaluka       | Jaluka       | Jaluka | Jaluka | Jaluka | Jaluka | Charumati | Charumati | Charumati | Charumati | Charumati | Charumati |

## Biografia

### Primers anys
Aixoka era fill de l'emperador maurya Bindusara i una dona de classe relativament més baixa que la seva, Dharma [o Dhamma]. Era el net de Chandragupta Maurya, fundador de la dinastia maurya. Els textos Avadana esmenten que la seva mare era la reina Subhadrangī. D'acord amb l'Aixokavadana, ella era la filla d'un braman de la ciutat de Champa. L'emperadriu Subhadrangī era una braman de la secta Ajivika, i es va trobar que era un bon partit per a l'emperador Bindusara. Malgrat que una intriga palatina la va mantenir lluny de l'emperador, això finalment es va acabar, i ella va donar a llum un fill. És a partir de la seva exclamació "Ara estic sense dolor", que Aixoka va obtenir el seu nom. El Divyavadana explica una història similar, però dona el nom de la reina com a Janapadakalyānī.
Aixoka tenia diversos germans més grans, tots els quals eren els seus germanastres, fills d'altres esposes de Bindusara. Havia rebut coneixements en l'entrenament militar reial, la qual cosa era molt evident, ja que era conegut com un temible caçador, i d'acord amb una llegenda, va matar un lleó amb un pal de fusta. Era molt aventurer i un lluitador entrenat, i també era conegut per les seves habilitats amb l'espasa. A causa de la seva reputació com a guerrer temible i general sense cor, va ser enviat per frenar els disturbis a la província d'Avanti de l'Imperi maurya.

### Ascens al poder

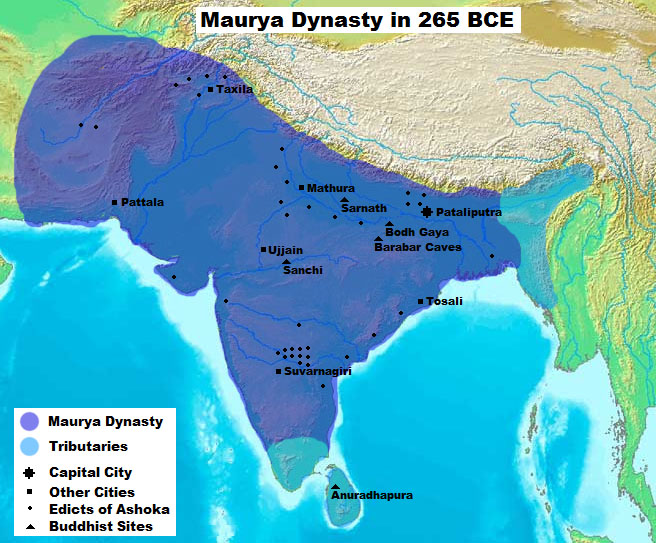
Imperi maurya en l'època d'Aixoka. L'imperi s'estenia des de l'Afganistan fins a Bangladesh/Assam i de l'Àsia central (Afganistan) al sud de l'Índia

El text budista Divyavadana descriu Aixoka sufocant una revolta a causa de les activitats de malvats ministres. Això pot haver estat un incident en l'època de Bindusara. Les cròniques de Taranatha ens diuen que Chanakya, un dels grans senyors de Bindusara, va destruir els nobles i reis de 16 ciutats i es va fer amo de tot el territori entre l'est i els mars occidentals. Alguns historiadors consideren això com una indicació de la conquesta del Dècan per part de Bindusara, mentre que d'altres ho consideren com la supressió d'una rebel·lió. Després d'això, Aixoka estigué com a virrei (uparāja) primerament a Tàxila i després a Ujjain.
La mort de Bindusara el 273 aC va conduir a una guerra per la successió. Segons Divyavandana, Bindusara volia que el seu fill Suixim el succeís, però Aixoka va ser recolzat pels ministres del seu pare, que trobaven Suixim arrogant i mancat de respecte envers ells. Un ministre anomenat Radhagupta sembla haver tingut un paper important en l'ascens d'Aixoka al tron. L'Aixokavadana narra l'ofrena de Radhagupta d'un vell elefant reial d'Aixoka per a ell, per tal de muntar-lo al jardí del pavelló d'Or, on el rei Bindasura determinaria el seu successor. Aixoka, després, es va desfer de l'hereu legítim al tron mitjançant un engany, en fer-lo entrar dins d'un pou ple de brases. Radhagupta, segons l'Aixokavadana, posteriorment seria nomenat primer ministre per Aixoka, una vegada que havia obtingut el tron. El Dipavansa i Mahavansa afirmen que Aixoka va matar 99 dels seus germans, i en va salvar només un, anomenat Vitaixoka o Tissa, encara que no hi ha proves clares sobre aquest incident (moltes d'aquestes informacions estan saturades d'elements mitològics). La coronació va tenir lloc el 269 aC, quatre anys després de la seva successió al tron.

### Primers temps com a emperador

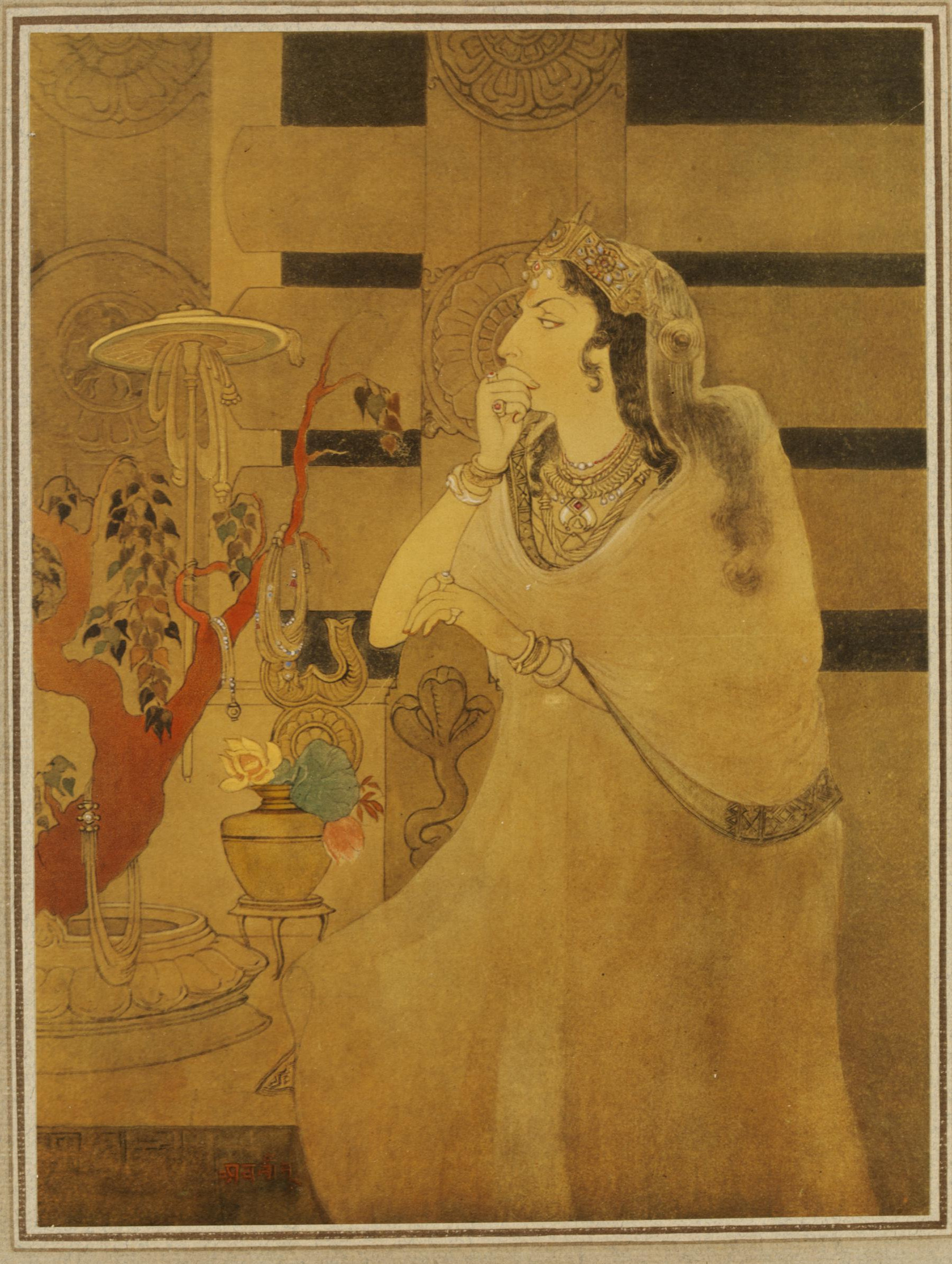
Un retrat imaginari de la reina d'Aixoka, per Abanindranath Tagore (1871–1951)

Les llegendes budistes afirmen que Aixoka era de naturalesa malvada i amb mal caràcter. Va sotmetre els seus ministres a una prova de lleialtat i 500 d'ells van morir. També va mantenir un harem d'unes 500 dones. Quan algunes d'aquestes dones el van insultar per la seva "pell aspra" després que amb afecte es va comparar amb la bellesa de l'arbre d'Aixoka (que segons l'Aixokavadana, les dones contaminaren en arrencar-li totes les flors), va cremar vives moltes d'elles. També va construir l'Infern d'Aixoka, un elaborada cambra de tortura, que es considera l'"Infern del Paradís" pel seu exterior bell, en contrast amb els actes realitzats a l'interior pel seu botxí Girikaa, la qual cosa li va valer el nom de "Çanda Aixoka" o "Chandaaixoka", que significa 'Aixoka, el ferotge' en sànscrit. El professor Charles Drekmeier adverteix que les llegendes budistes tenen la intenció de dramatitzar el canvi resultant per la seva conversió budista i, per tant, exagerar la maldat del passat d'Aixoka i la seva pietat després de la conversió.
En ascendir al tron, Aixoka va expandir el seu imperi en els següents vuit anys, des dels límits actuals i regions de Birmània, Bangladesh i l'estat d'Assam a l'Índia a l'est fins al territori de l'actual Iran / Pèrsia i Afganistan a l'Occident, a partir de les muntanyes del Pamir al nord, gairebé fins a la península del sud de l'Índia (és a dir, Tamil Nadu / Andhra Pradesh).
El regnat d'Aixoka va coincidir amb el dels selèucides Antíoc II Theós o Teos (261 aC-246 aC) i Seleuc II Cal·línic (246 aC-225 aC). En les seves inscripcions, el nom Antíoc és esmentat dues vegades. Una d'aquestes quan diu que li va enviar tractament per als animals i persones, plantes medicinals, arrels i fruites, i diu que el va convertir a la seva doctrina, que probablement no voldria dir més que el reconeixement de l'Imperi maurya per Antíoc. També es diu que una colònia grega es va establir a Aracòsia, probablement l'Alexandria d'Aria (Herat) establerta en temps d'Alexandre el Gran, que fou molt influent socialment i econòmica. Els grecs romanien en contacte amb els seus compatriotes de la Mediterrània, però hi ha molt poques evidències d'intercanvis comercials entre els dos imperis.

## Conquesta de Kalinga
Mentre que la primera part del regnat d'Aixoka fou aparentment bastant sanguinària, va esdevenir un seguidor dels ensenyaments de Buda després de la seva conquesta de Kalinga, a la costa est de l'Índia, en l'actual estat d'Orissa i el nord de la costa d'Andhra Pradesh. Kalinga era un estat que s'enorgullia de la seva sobirania i la democràcia. Amb la seva democràcia parlamentària monàrquica, va ser tota una excepció en l'antiga Bharata on existia el concepte de Rajdharma. El Rajdharma implica el deure dels governants, que va intrínsecament entrellaçat amb el concepte de valor i dharma. La Guerra de Kalinga va passar vuit anys després de la seva coronació. Per la seva 13a inscripció, sabem que la batalla va ser de gran magnitud, i va causar la mort de més de 100.000 soldats i molts civils que es van alçar en armes. Més de 150.000 en van ser deportats. Quan estava caminant pels jardins de Kalinga després de la seva conquesta, alegrant-se de la victòria, es va trasbalsar pel nombre de cossos escampats allà i els laments dels familiars i gent propera als morts.
Al segle vii, una llegenda tibetana atribueix a Aixoka la fundació de Khotan, que va esdevenir un regne. Però les proves arqueològiques d'una fusió d'elements indis i xinesos a Khotan són del segle iii.

### Conversió budista

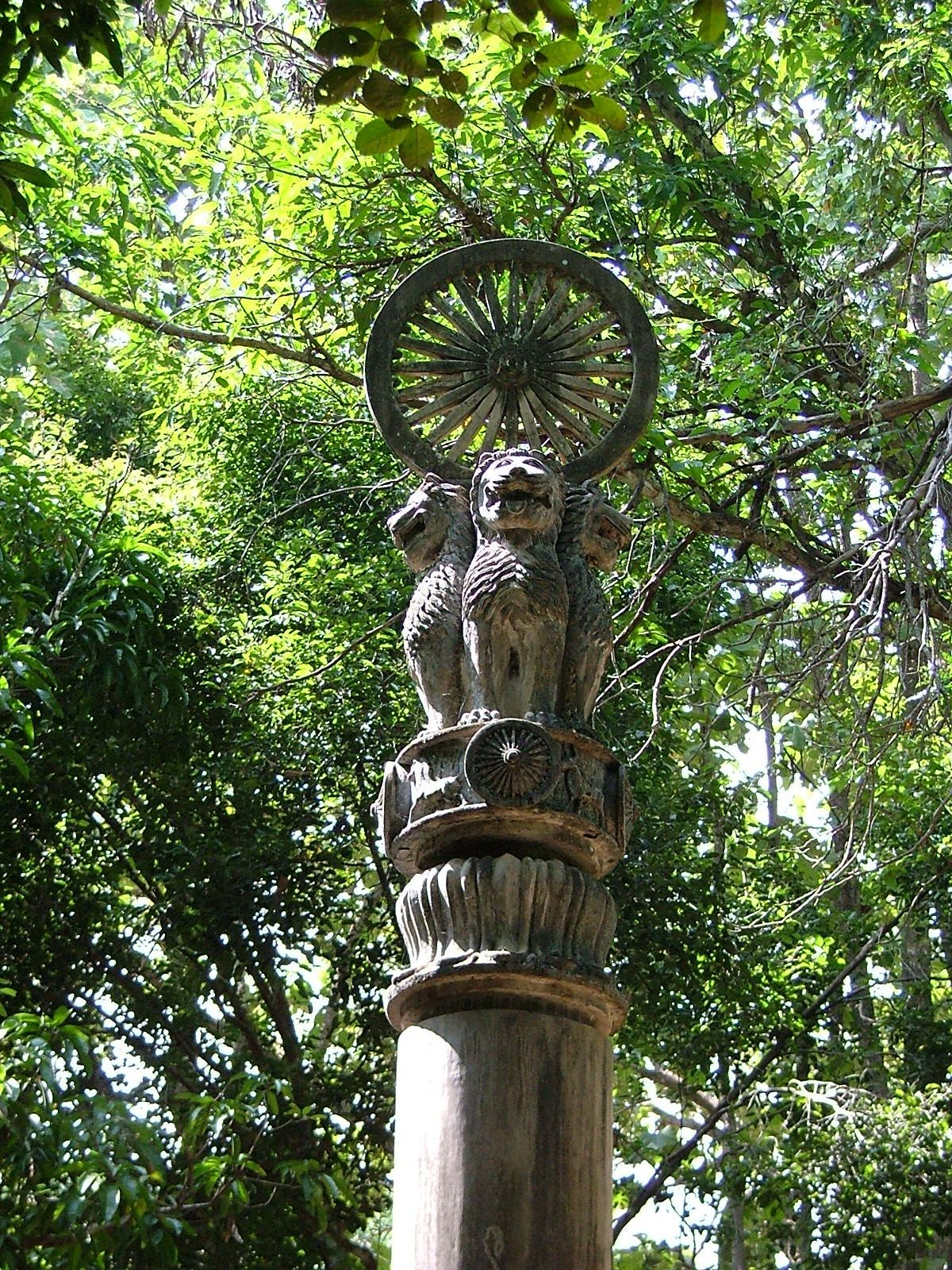
Un capitell de lleó d'Aixoka amb quatre lleons indis damunt d'un pilar d'Aixoka a Wat U Mong, prop de Chiang Mai, Tailàndia, que mostra un altre Dharma Chakra / Aixoka Chakra més gran per sobre dels quatre lleons

Segons ell mateix explica en una inscripció de quatre anys després, a partir d'aquesta guerra va veure que la victòria verdadera no era la militar sinó la del dharma o llei moral; després de la guerra, es va convertir al budisme i, a partir del seu tretzè any de regnat, va començar a propagar-lo. S'han trobat moltes inscripcions referides al budisme, amb edictes que són consells i normes socials. En canvi, no va imposar als seus súbdits ser vegetarians.
Les cròniques singaleses també parlen d'un enviat per a convertir els grecs al budisme, que n'hauria convertit 137.000 o 17.000, i ordenat 10.000 monjos, tot i que les proves arqueològiques no han trobat cap stupa budista tan antiga a Kandahar. També al seu temps s'hauria estès el budisme a Aparantaka (la costa occidental de l'Índia). Cròniques de l'Àsia central xinesa també parlen d'Aixoka i el seu fill Kunala (i la passió incestuosa per aquest de la reina Tisyaraksita). Parla també de la rebel·lió de Taksaśilā (Tàxila), els habitants de la qual van fer presoner Kunala i el van cegar sota instigació de la reina mare, que en aquell moment, per absència d'Aixoka, tenia el govern. Es tracta de llegendes recollides al segle iii.
El 13è edicte dels edictes d'Aixoka reflecteix el gran remordiment que el rei va sentir després d'observar la destrucció de Kalinga:
| « | Sa Majestat sent remordiment a causa de la conquesta de la Kalinga perquè ocorren necessàriament, durant la submissió d'un país prèviament invicte, la massacre, la mort, i el fet d'emportar-se captius gent del poble, per la qual cosa sa Majestat sent profund dolor i penediment. | » |

El decret continua abordant el major grau de dolor i pesar que resulta de la comprensió d'Aixoka que els amics i familiars dels morts patissin en gran manera.
La llegenda diu que un dia després que la guerra hagué acabat, Aixoka es va aventurar a sortir a recórrer la ciutat i tot el que podia veure eren les cases cremades i cadàvers escampats. Aquest espectacle el va emmalaltir i va pronunciar el famós monòleg:
| « | Què he fet? Si aquesta és una victòria, què és una derrota, llavors? És aquesta una victòria o una derrota? És això justícia o injustícia? És galanteria o una derrota? Quin valor hi ha a matar infants i dones innocents? Ho vaig fer per eixamplar l'imperi i per a la prosperitat o per destruir el regne i l'esplendor de l'altre? Algú ha perdut el seu marit, algú més un pare, algú un nen, algú un fetus... Què són aquestes restes de cadàvers? Són aquests signes de victòria o de derrota? Són aquests voltors, corbs, àguiles, els missatgers de la mort i el mal? | » |

La brutalitat de la conquesta el va portar a adoptar el budisme i a posar gran èmfasi sobre la devoció en els seus decrets, i va usar la seva posició per a propagar la religió relativament nova a noves altures. Va fer del budisme la religió del seu estat al voltant de 260 aC, la propagació i la predicació dins del seu domini i en tot el món al voltant de 250 aC. Prominent en aquesta causa van ser el seu fill Mahinda (Mahendra) i la seva filla Sanghamitra (el nom significa 'amiga de la Sangha'), que va establir el budisme a Ceilan (ara Sri Lanka).

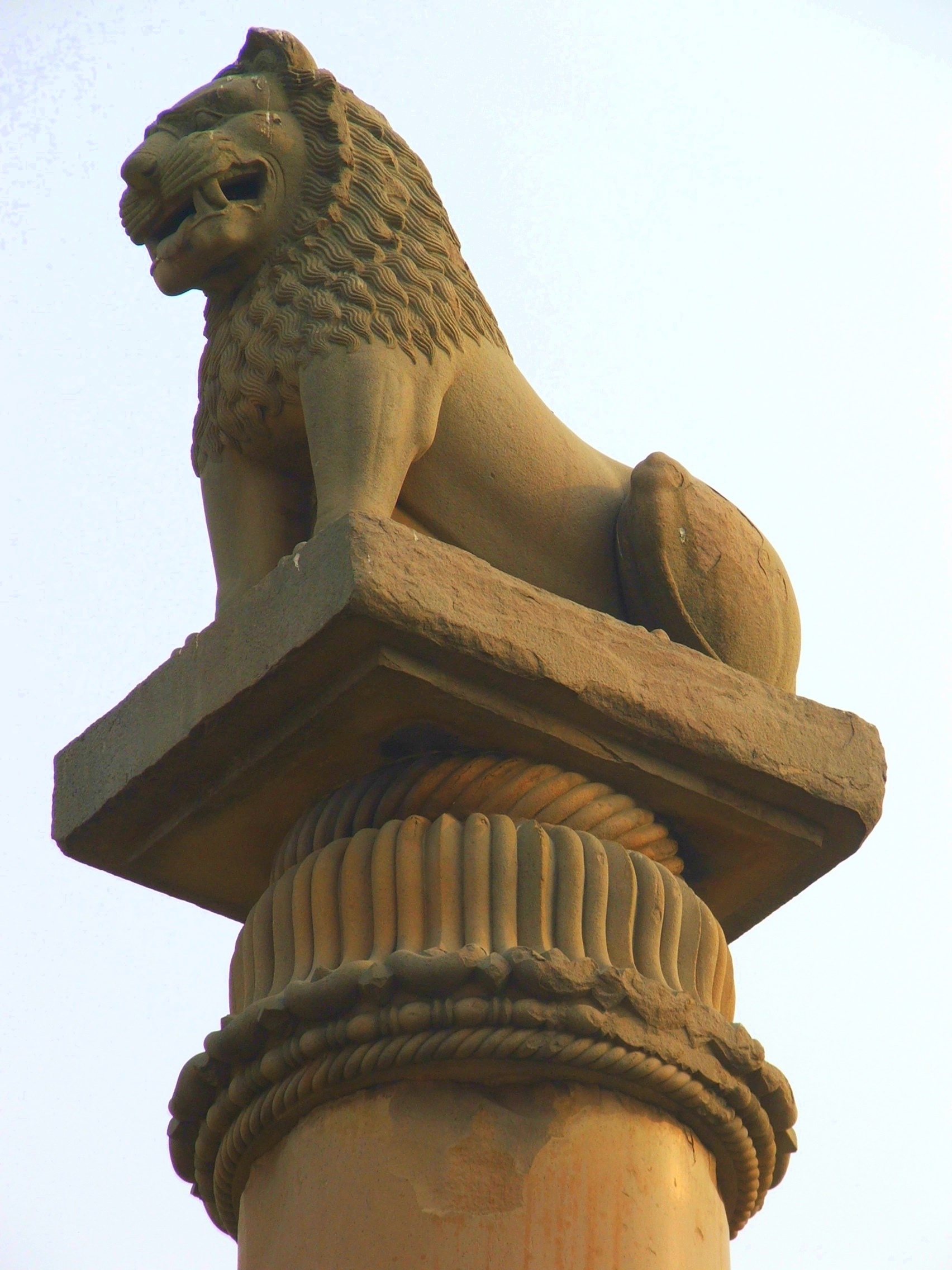
Pilar d'Aixoka a Vaisali

### Mort i llegat
Aixoka va regnar durant uns quaranta anys. Després de la seva mort, la dinastia Maurya va durar tot just cinquanta anys més. Aixoka va tenir moltes dones i nens, però molts dels seus noms es perden en el temps. Mahindra i Sanghamitra eren bessons nascuts de la seva primera dona, Devi, a la ciutat d'Ujjain. Ell els havia confiat la tasca de fer de la seva religió d'estat, el budisme, la més popular en tot el món conegut i desconegut. Mahindra i Sanghamitra anaren a Sri Lanka i convertiren el rei, la reina i la seva gent al budisme.
En la seva vellesa, sembla haver caigut sota l'encís de la seva dona més jove, Tiixiarakxa. Es diu que havia aconseguit encegar el fill d'Aixoka Kunala, regent de Takxashila i presumpte hereu al tron, amb un astut estratagema. Els botxins oficials salvaren Kunala i va esdevenir un cantant errant en companyia de la seva esposa favorita, Kanchanmala. A Pataliputra, Aixoka va escoltar la cançó de Kunala, i es va adonar que la desgràcia de Kunala podia haver estat un càstig per algun pecat passat del mateix emperador. Va condemnar Tiixiarakxa a mort, i restaurà Kunala a la cort. En l'Aixokavadana, Kunala apareix perdonant Tiixiarakxa, després d'haver obtingut la il·luminació amb la pràctica budista. Mentre insta Aixoka que la perdoni com ho ha fet ell, Aixoka no respon amb el mateix perdó. Kunala fou succeït pel seu fill, Samprati, però el seu govern no va durar massa després de la mort d'Aixoka.
El regnat d'Aixoka Maurya podria haver desaparegut en la història amb el pas del temps, perquè no havia deixat registres del seu regnat. Aquests registres es troben en forma de pilars esculpits i roques gravades amb una varietat d'accions i ensenyaments que desitjava que es publiquessin sota el seu nom. En el procés, Aixoka deixà impresa la primera llengua escrita a l'Índia des de l'antiga civilització d'Harappa El llenguatge utilitzat per a la inscripció era el pràcrit.
L'any 185 aC, uns cinquanta anys després de la mort d'Aixoka, l'últim governant Maurya, Bṛhadratha, va ser assassinat pel comandant en cap de les forces armades Maurya, Púsiamitra Shunga, mentre passava revista a la guàrdia d'honor de les seves forces. Púsiamitra Shunga va fundar l'Imperi sunga (185 aC-78 aC) i va governar només una part fragmentada de l'Imperi maurya. Molts dels territoris nord-occidentals de l'Imperi maurya (Afganistan d'avui en dia i el nord del Pakistan) van esdevenir el Regne indogrec.
El 1992, Aixoka va obtenir el lloc número 53 en la llista de Michael H. Hart Els 100, un rànquing de les persones més influents en la història. El 2001, un retrat semifictici de la vida d'Aixoka va ser produït com una pel·lícula sota el títol d'Asoka.
El rei Aixoka, tercer monarca de la dinastia maurya, ha arribat a ser considerat com un dels governants més exemplars de la història mundial.

#### Regne budista
Un dels llegats més perdurables d'Aixoka Maurya va ser el model que proporcionà per a la relació entre el budisme i l'estat. Al llarg del Theravada del sud-est d'Àsia, el model de govern encarnat per Aixoka substitueix la noció de reialesa divina que havia dominat prèviament (al Regne d'Angkor, per exemple). Sota aquest model de "monarquia budista", el rei va tractar de legitimar el seu govern, no per descendència d'una font divina, sinó pel suport i el guany de l'aprovació dels budistes sangha. Seguint l'exemple d'Aixoka, els reis van establir monestirs, van finançar la construcció de stupes, i van recolzar l'ordenació de monjos en el seu regne. Molts governants també van tenir un paper actiu en la resolució de disputes sobre l'estat i la regulació de la Sangha, com Ashoka tenia en convocar un conclave per resoldre una sèrie de temes polèmics durant el seu regnat. Aquest desenvolupament, en última instància, va conduir a una estreta associació en molts països del sud-est asiàtic entre la monarquia i la jerarquia religiosa, una associació que encara es pot veure avui en dia en el budisme de Tailàndia, recolzat per l'estat, i el paper tradicional del rei de Tailàndia, ja que és alhora líder religiós i secular. Aixoka també va dir que tots els seus cortesans sempre governessin la gent d'una manera moral.
Aixoka no va ser no violent després d'adoptar el budisme, com és evident per un parell d'incidents esmentats en el text del segle ii Aixokavadana. En un cas, un no budista a Pundravardhana va fer un dibuix que mostra Buda fent una reverència als peus de Nirgrantha Jnatiputra (identificat amb Mahavira, el fundador del jainisme). Per la queixa d'un devot budista, Aixoka va emetre una ordre per arrestar, i posteriorment, una altra per matar tots els ajivikes a Pundravardhana. Al voltant de 18.000 seguidors de la secta Ajivika van ser executats com a conseqüència d'aquesta ordre. Algun temps després, un altre seguidor Nirgrantha a Pataliputra va fer un dibuix similar. Aixoka el va cremar viu a ell i tota la seva família a casa seva. També va anunciar un premi d'una denari (moneda de plata) a qualsevol persona que li portés el cap d'un heretge Nirgrantha. Segons l'Aixokavadana, com a resultat d'aquesta ordre, el seu propi germà va ser confós amb un heretge i fou mort per un pastor.

## Redescobriment d'Aixoka alseglexix

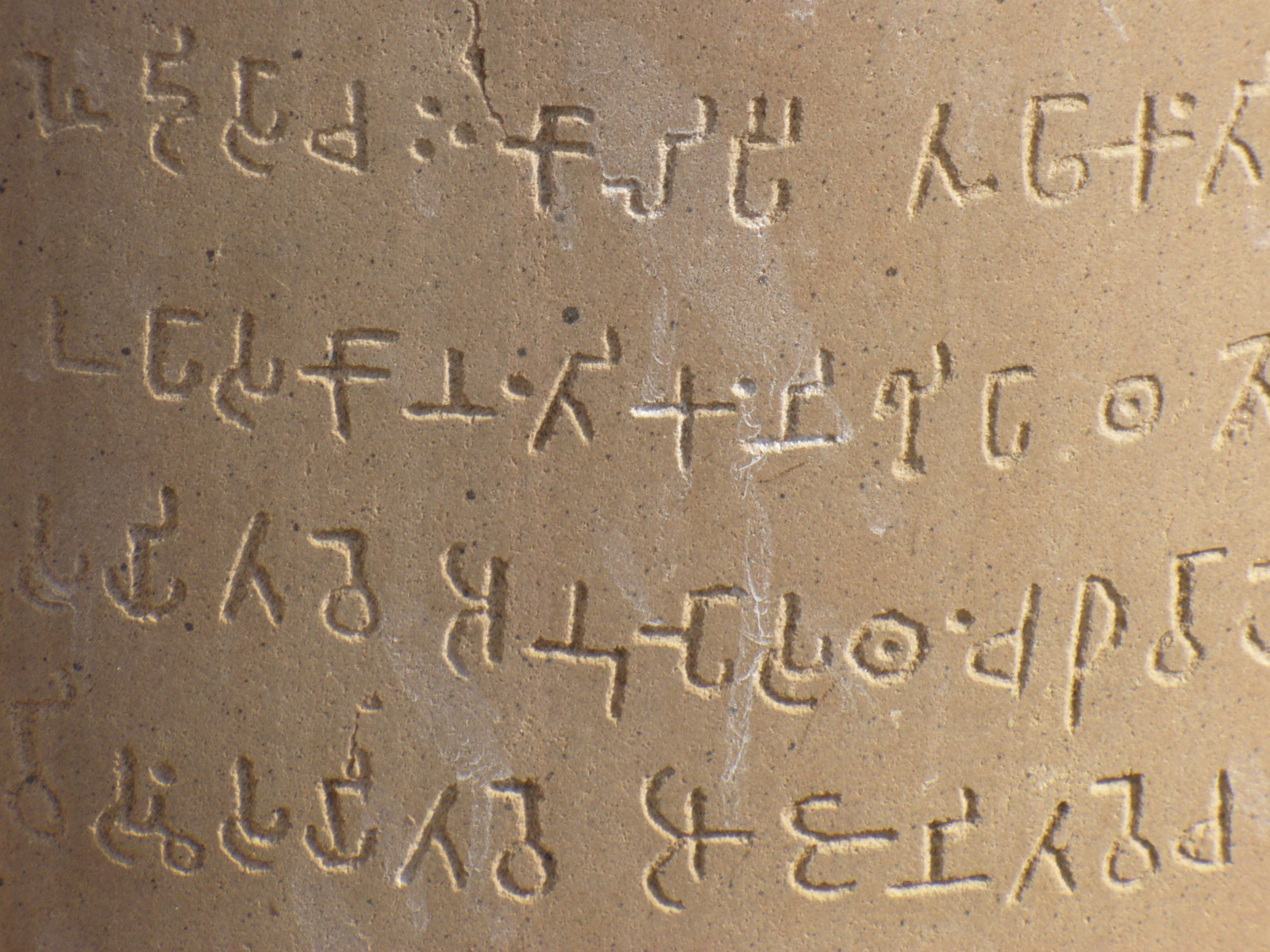
Inscripcions en brahmi del pilar de Sarnath

Fins al segle xix, Aixoka era simplement un nom més en els Puranas, els textos antics que inclouen les genealogies dels reis indis del període. Els erudits europeus de l'època van traduir relats de la literatura índia. Aquests relats mostraven la religió i filosofia budistes, i les històries i biografies llegendàries de la religió. Hi trobem la figura d'Aixoka, a les fonts budistes procedents de Ceilan, Tibet i la Xina, presents en relats com el Divyavadana, l'Asokavadana, el Mahavamsa i uns altres. A causa de les històries semblants considerades de poc rigor històric perquè es creien procedents de la cultura popular, es va prendre la figura d'Aixoka com a llegendària i no se li va donar credibilitat.
L'any 1837, l'arqueòleg i filòleg James Prinsep va traduir una antiga inscripció d'un gran pilar de pedra de Delhi. L'idioma de la inscripció era el brahmi, l'escriptura més antiga de l'Índia que es feia servir per a escriure el sànscrit i el pràcrit. Es tractava d'una versió ancestral del brahmi, que havia evolucionat de tal manera durant els segles que gairebé convertien aquestes primeres inscripcions en il·legibles. La inscripció va revelar una sèrie d'edictes proclamats per un rei que s'autoproclamava Devanampiya Piyadassi 'l'estimat dels déus, rei Piyadasi'. Inicialment, l'investigador va identificar Devanampiya Piyadassi amb un rei de Sri Lanka, per les referències budistes que hi va trobar. Però, en el mateix any, dues de les cròniques més antigues de Śri Lanka, el Dipavamsa i el Mahavamsa, compostes per monjos budistes, van ser estudiades i James Prinsep va ser informat que, en les cròniques, el títol de Piyadassi era atribuït a Aixoka.
Actualment, es coneixen més pilars i roques amb inscripcions i, durant les següents dècades, s'anaren descobrint i traduint més edictes del monarca. La font de la majoria dels coneixements sobre Aixoka són aquestes nombroses inscripcions que va fer gravar als pilars i roques per tot el seu imperi, majoritàriament en llengua magadhi (un pràcrit), en escriptura brahmi (i, de vegades, en caràcters kharosthi), però també en grec i en arameu (com la trobada a Qandahār). Aquestes inscripcions són les primeres mostres d'una llengua índia escrita. Aquesta mateixa escriptura va originar totes les llengües semisil·làbiques índies actuals (com les escrites en devanagari). I van afavorir la propagació de l'ètica budista i fomentaren la no-violència i l'adhesió a la doctrina del dharma, el deure o comportament just. Es veu també la importància donada a una llengua parlada, el pràcrit, en detriment de la llengua «noble» i literària, el sànscrit, que demostra la preocupació d'Aixoka per ser entès pel poble.
Va ser el 1915 quan es va traduir un edicte que esmentava el nom d'Aixoka i així es va confirmar definitivament la seva identitat:
| «                                          | Així va ser Aixoka, el més gran dels reis. Ell va ser de molt un avançat a la seva època. No va deixar cap príncep ni cap organització humana per continuar la seva obra. Un segle després de la seva mort, els grans dies del seu regnat s'havien convertit en un record gloriós en una descomposta i decadent Índia. | » |
| — H.G. Wells. A Short History of the World | |   |

## Els edictes d'Aixoka
| «               | Antigament, a les cuines del rei Piyadassi [un altre nom d'Aixoka] , l'estimat dels déus, es matava diàriament centenars de milers d'animals per la seva carn. D'ara endavant, [?], només es mataran tres animals; dos paons i un cérvol, i el cérvol no sempre. Fins i tot, en el futur, ja no es matarà aquests tres animals. | » |
| — Primer decret | |   |

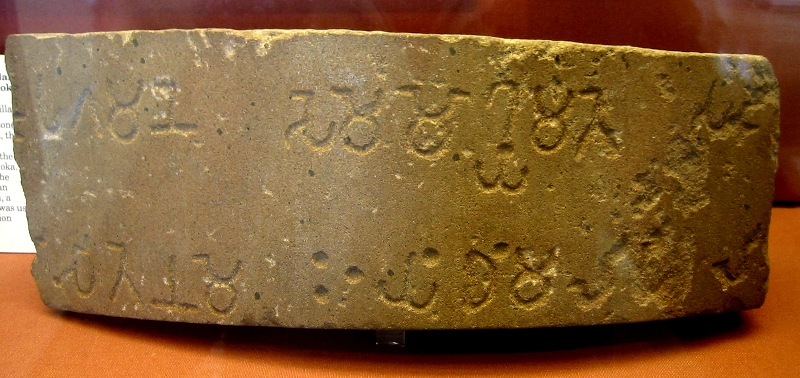
Fragment del sisè decret del pilar d'Aixoka. Museu Britànic

Els pilars d'Aixoka, els asokstambha, són la sèrie de columnes distribuïdes pel nord del subcontinent indi on Aixoka exposa una sèrie d'edictes. El primer es va trobar entre les runes de l'antiga Delhi al segle xvi. Però, també trobem edictes a les roques. Dels edictes d'Aixoka en podem establir dues categories:
- Els pronunciament públics (pilars i roques)
- Les epístoles personals dirigides a la Sangha, la comunitat de monjos budistes.

Aquestes inscripcions eren a les ciutats, les rutes comercials o els centres religiosos, per a arribar al màxim nombre de gent possible, com per exemple les trobades a Jaugada. Eren preceptes morals, religiosos i prestacions socials amb relació a persones i animals. Avui en dia se'n conserven més de vint.